# Stensjöflyarna (södra gruppen)
Stensjöflyarna är varandra näraliggande sjöar i Krokoms kommun i Jämtland och ingår i Indalsälvens huvudavrinningsområde. Stensjöflyarna ligger i Gråberget-Hotagsfjällen Natura 2000-område och skyddas av fågeldirektivet.
- Stensjöflyarna (Hotagens socken, Jämtland, 709836-143914), sjö i Krokoms kommun, 63°59′11″N 14°33′46″Ö / 63.9865°N 14.5628°Ö
- Stensjöflyarna (Hotagens socken, Jämtland, 709839-143894), sjö i Krokoms kommun, 63°59′14″N 14°33′27″Ö / 63.9871°N 14.5576°Ö
- Stensjöflyarna (Hotagens socken, Jämtland, 709847-143884), sjö i Krokoms kommun, 63°59′16″N 14°33′20″Ö / 63.9878°N 14.5556°Ö
- Stensjöflyarna (Hotagens socken, Jämtland, 709861-143855), sjö i Krokoms kommun, 63°59′20″N 14°32′59″Ö / 63.989°N 14.5496°Ö